# Slovenska čitalnica v Regensburgu
Slovenska čitalnica v Regensburgu (Slowenischer Lesesaal) je skupen projekt Ministrstvo za kulturo Republike Slovenije, Univerze v Regensburgu in Inštituta za Jugovzhodno Evropo v Regensburgu. Čitalnica se nahaja v prostorih Znanstvenega centra za Vzhodno in Jugovzhodno Evropo in deluje v okviru Univerze Regensburg oziroma tamkajšnje univerzitetne knjižnice. Namen čitalnice je posredovati znanost in kulturo med Slovenijo in Nemčijo.
Ustanovitev Slovenske čitalnice v Regensburgu temelji na dolgoletnem sodelovanju med Republiko Slovenijo in Nemčijo v sklopu delovanja Nemške knjižnice v Ljubljani, ki je skupaj z Narodno in univerzitetno knjižnico tudi partner Slovenske čitalnice. Poleg tega predstavlja Ljubljanska univerza najstarejše partnerstvo regensburške univerze.
Slovenska čitalnica nudi kot edina znanstveno-kulturna ustanova takšne vrste v Nemčiji forum vsem, ki jih zanima slovenska zgodovina, literatura in jezik. Razume se tudi kot posredovalec slovenske kulture v Nemčiji in kot most med prebivalci obeh držav.
Čitalnica ima tri nosilne stebre. Najprej je tu bogato založena javna knjižnica (katalog Slovenica), prav tako čitalnica redno organizira kulturne in znanstvene prireditve in nenazadnje je na voljo tudi kot virtualni informacijski portal. Vse knjižnično gradivo, ki je na voljo v Regensburgu, je zavedeno v katalogu Slovenica.